# 平野久美子
平野久美子（ひらの くみこ、1950年 - ）は、日本のノンフィクション作家。
東京都出身。学習院大学文学部仏文科卒業。出版社勤務を経て文筆家。2000年『淡淡有情―日本人より日本人の物語』で小学館ノンフィクション大賞受賞。アジアを対象としたものが多い。

## 著書

### 単著
- 新スタンダード特上日用品  小学館 1993.6 (サライムック)
- 旅する女たち 異文化に触れた11人の心の旅路 近代文芸社 1994.12
- テレサ・テンが見た夢 華人歌星伝説 晶文社 1996.5
- 食べ物が語る香港史 新潮社 1998.6
- 中国茶・アジアの誘惑 台湾銘茶紀行 ネスコ 1999.6
- 淡淡有情  小学館 2000.3
- カンボジアは誘う 新潮社 2001.7
- アジアンティーの世界 河出書房新社, 2001.11
- 中国茶風雅の裏側 スーパーブランドのからくり 2003.1 (文春新書)
- 高松宮同妃両殿下のグランド・ハネムーン 中央公論新社 2004.2
- 台湾好吃大全 新潮社 2005.11 (とんぼの本)
- トオサンの桜 散りゆく台湾の中の日本 小学館 2007.2
- 水の奇跡を呼んだ男 日本初の環境型ダムを台湾につくった鳥居信平 産經新聞出版 2009.6
- 坂の上のヤポーニア 産経新聞出版 2010.12
- 『牡丹社事件　マブイの行方　日本と台湾、それぞれの和解』集広舎、2019年5月20日。ISBN 978-4-904213-72-8。

### 共著
- 香港/マカオ旅する本 渡辺優子共著 笠倉出版社 1982.10 (オレンジ・トラベル・プレス)
- 中国茶と茶館の旅 布目潮渢,周渝共著 新潮社 1996.7 (とんぼの本)
- 伝説の旅人 1841-1974 国境を越えた56の魂 文藝春秋「ノーサイド」共編 文春ネスコ 2001.7

### 翻訳
- バーマン姉妹のwomen only 心もからだも満ちたりる愛しかた愛されかた ジェニファー&ローラ・バーマン 小学館 2004.3